# Аповатра
Аповатра (на гръцки: Αποβάθρα) е село в Гърция, дем Кушница, област Източна Македония и Тракия. 

## География
Аповатра е малко крайбрежно селище, разположено в залива Елевтерес, до старото пристанище на Кале чифлик (Неа Перамос). Намира се на 17 километра югозападно от град Кавала. Заливът е защитена местност по „Натура 2000“.

## История
Селото е обявено за самостоятелно селище в 1991 година с 14 жители. В 1997 година е част от тогавашния дем Елевтерес по закона „Каподистрияс“. С въвеждането на закона Каликратис, Аповатра е част от дем Кушница.
Според преброяването от 2001 година има 44 жители, а според преброяването от 2011 година има 45 жители.
| Година    | 1913 | 1920 | 1928 | 1940 | 1951 | 1961 | 1971 | 1981 | 1991 | 2001 | 2011 | 2021 |
| --------- | ---- | ---- | ---- | ---- | ---- | ---- | ---- | ---- | ---- | ---- | ---- | ---- |
| Население |      |      |      |      |      |      |      |      | 14   | 44   | 45   | 46   |